# Narayivka
La rivière Narayivka (en ukrainien : Нараївка ; en russe : Нараевка/Naraïewka ; polonais : Narajówka) est un cours d'eau d'Ukraine et un affluent de rive gauche de la Hnyla Lypa, donc un sous-affluent du Dniestr.

## Géographie

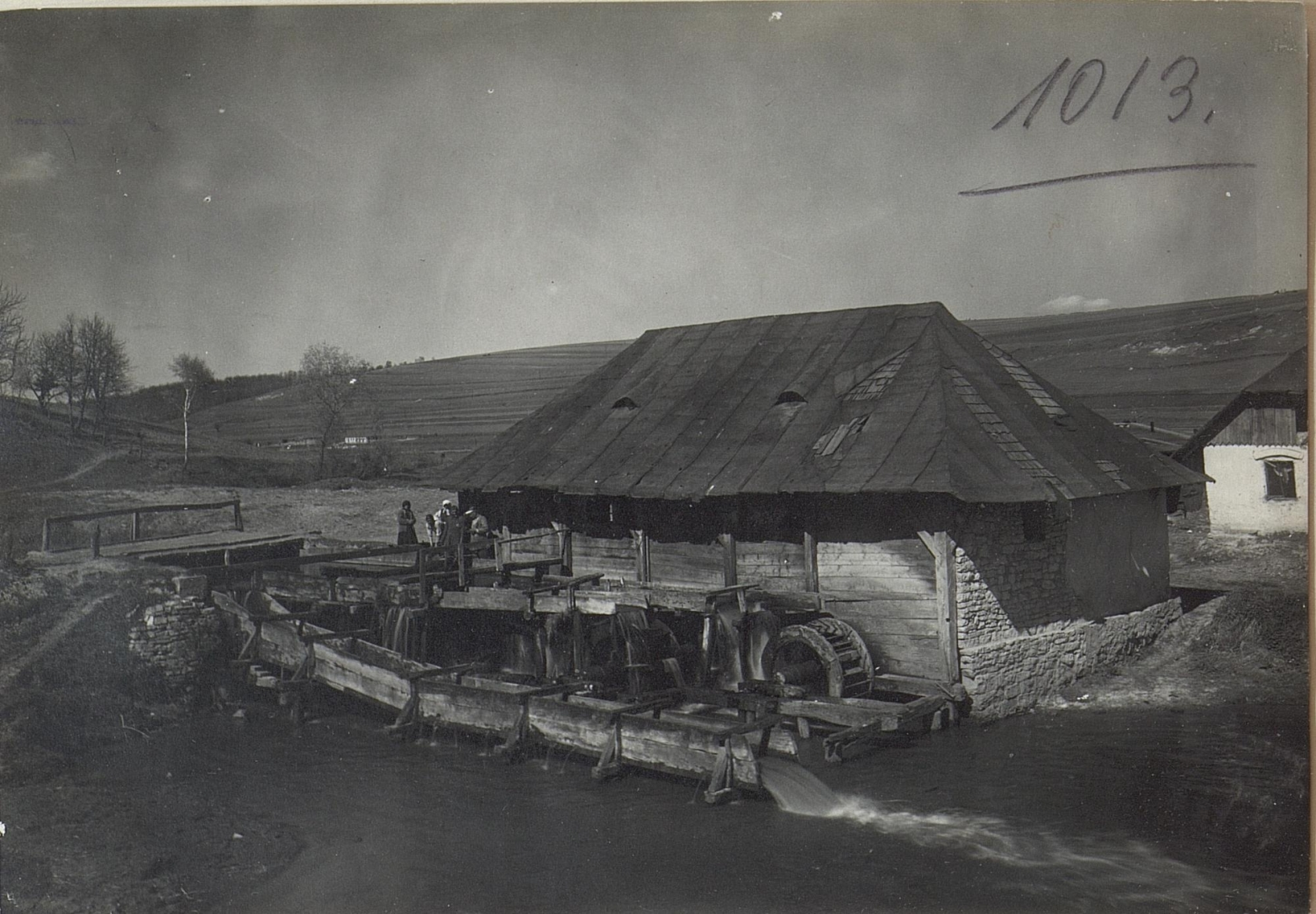
Moulin à Lipica Dolna sur la Narayivka, 1916

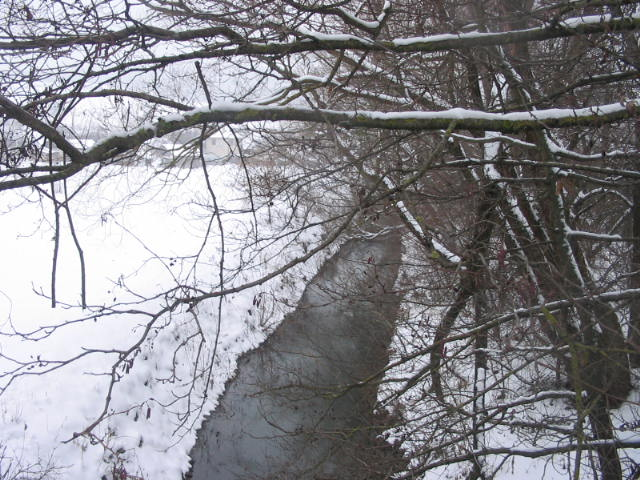
La Narayivka en hiver à Pidvysoke, 2005

Sa longueur est de 56 km. Elle coule du nord au sud en traversant l'oblast de Lviv, celui de Ternopil et celui d'Ivano-Frankivsk et se divise en étangs avant de rejoindre la Hnyla Lipa.

## Sources et bibliographie
- (de) Cet article est partiellement ou en totalité issu de l’article de Wikipédia en allemand intitulé « Narajiwka » (voir la liste des auteurs) dans sa version du 3 juin 2014.